# BSTR
BSTR（Basic String）是一种Pascal-Style字符串（明确标示字符串长度）和C-Style字符串（以\0结尾）的混合物，一般用于COM中，是Unicode字符串，即标示字符串长度，最后还有一个值为\0字节。
对于BSTR，NULL与""有相同的语义（Visual Basic引入的语义）。BSTR的长度不包含结尾的\0字节。BSTR必须用SysAlloc*操作系统API申请与释放。

## 引论

### C-Style 字符串
C程序語言本身原並不支援字串資料結構。字符串通常以一個字符數組（或稱陣列）或一個指向字符資料的指標來表達。由於C語言的數組不包含其長度的資訊，故亦無法表示所載之字符串之長度。C語言社群對此通用之解決方案為於字符串末端增添一數值0的字符。C語言的標準程序庫中的字符串處理功能亦以此為基礎。C-Style 字符串特點為不直接包含長度資訊。要取得字符串之長度，就必須從頭到尾數算字符數目，直到遇到字符0為止。由於不設長度資訊，故C-style 字符串的長度理論上可以無上限。

### Pascal-style 字符串
Pascal程序語言採取另一種方向處理字符串。在儲存字串的記憶空間的開首，儲存一固定長度整數以表達其長度。如此Pascal-style 字符串不需要在最後增添額外字符以標明其結束。但由於字符串開首儲存字串長度的空間有限，故Pascal-style 的字串長度有上限。但在獲得字串長度方面有速度優勢。

## BSTR 字符串
BSTR 字符串結合了C-style 字符串和Pascal-style字符串。它在前4字节儲存了字符串長度（字符串的字节数，但不包括Null结束符），在字符串結尾以字符0識別。和pascal-style 字符串不同，指向BSTR字符串的指標指向第一個字符，而非開首的字串長度。故此適用於讀取C-style 字符串的程序庫同樣適用於BSTR字符串（但寫入則另作別論）。 字符是按照Unicode编码保存。允许在BSTR串中间嵌入NULL字符。
Windows提供了BSTR相关函数： 
- 分配空间并初始化BSTR，这也相当于char*转换成BSTR：例如，BSTR bstrText = ::SysAllocString(L"Test");
- BSTR SysAllocString(const OLECHAR * psz);
- INT SysReAllocString(BSTR* pbstr,const OLECHAR* psz);
- BSTR SysAllocStringLen(const OLECHAR * strIn, UINT ui);
- INT SysReAllocStringLen(BSTR* pbstr,const OLECHAR* psz,unsigned int len);
- void SysFreeString(BSTR bstrString);
- UINT SysStringLen(BSTR); //长度是指字符串中字符个数，而非字节数
- UINT SysStringByteLen(BSTR bstr); 长度是指字符串中字节数
- BSTR SysAllocStringByteLen(LPCSTR psz,UINT len);
- 使用_variant_t把char*转换成BSTR：例如，_variant_t strVar("This is a test"); BSTR bstrText = strVar.bstrVal;
- 使用_bstr_t函数，例如： BSTR bstrText = _bstr_t("This is a test");
- 使用ATL中专门用于操作BSTR字符的CComBSTR类：例如BSTR bstrText = CComBSTR("This is a test");
- 使用ConvertStringToBSTR。例如： char* lpszText = "Test"; BSTR bstrText = _com_util::ConvertStringToBSTR(lpszText);
- 使用ConvertBSTRToString：例如，char* lpszText2 = _com_util::ConvertBSTRToString(bstrText);
- 使用_bstr_t的类型转换运算符重载把BSTR转换成char*：例如， char* lpszText2 = bstrText;
- CString转换成BSTR通常是通过使用CStringT::AllocSysString来实现。例如：CString str("This is a test");BSTR bstrText = str.AllocSysString();
- BSTR转换成CString，例如：CStringA str=bstrText;